# Dysschema gaumeri
Dysschema gaumeri är en fjärilsart som beskrevs av Druce 1894. Dysschema gaumeri ingår i släktet Dysschema och familjen björnspinnare. Inga underarter finns listade i Catalogue of Life.